# Euronext
Euronext glavna je burza u eurozoni s više od 2.000 izdavatelja koji predstavljaju ukupnu tržišnu kapitalizaciju od 6.9 bilijuna eura, uključujući 25 vodećih dionica koje čine mjerilo Euro Stoxx 50 te nacionalnu i međunarodnu klijentelu. 
Euronext upravlja uređenim i transparentnim tržištima gotovine i derivata. Njegova ponuda obuhvaća proizvode kao što su dionice, ETF-ovi, warrant i certifikati, obveznice, vlasnički derivati, robni derivati i indeksi. Euronext također nudi usluge trećim stranama. Euronext upravlja uređenim tržištem, Alternextom i slobodnim tržištem. Stvorila je podružnicu EnterNext, namijenjenu promicanju tržišta dionica za mala i srednja poduzeća. U Portugalu tržišni operater također nudi usluge obračuna i namire / dostave s InterBolsom.
Od 20. lipnja 2014. Euronext je tvrtka koja kotira na vlastitim tržištima u Parizu, Amsterdamu i Bruxellesu, članica je indeksa CAC Mid 60. To je vrhunac nekoliko složenih koraka pokrenutih ponudom preuzimanja od strane ICE i omogućujući Euronextu da se postavi u središte financiranja europskih gospodarstava.

## Vanjske poveznice
- Euronext